# 絨毛蛛猴屬
絨毛蛛猴屬（學名 Brachyteles），蜘蛛猴科的一屬，與蜘蛛猴和絨毛猴關係密切，共分兩种，是最大的新世界猴。